# Lipenja I
Lipenja I est un village du Cameroun situé dans la commune de Toko, l'une des 9 communes du département du Ndian de la Région du Sud-Ouest

## Population
La localité comptait 459 habitants en 1953, 269 en 1968-1969, 404 en 1972, principalement des Batanga.
Lors du recensement de 2005, 382 personnes y ont été dénombrées. 